# E.N.G. (série télévisée)
Pour les articles homonymes, voir ENG.
E.N.G. (initiales de "Electronic News Gathering") ou Salle de nouvelles au Québec, est une série télévisée dramatique canadienne en 96 épisodes de 50 minutes créée par Bryce Zabel et Brad Markowitz, produite par Alliance Entertainment Corporation et diffusé du 31 octobre 1989 au 17 mars 1994 sur le réseau CTV.
Au Québec, elle a été diffusée à partir du 5 septembre 1990 à Télévision Quatre-Saisons puis rediffusée à partir d'octobre 2008 sur Mystère. En France, elle a été diffusée sur RTL Télévision à partir du 7 mars 1992 sous le titre original (E.N.G.) dans un premier temps, puis Reporters de choc dans un second temps, et sur Antenne 2 (mais pas la totalité) sous le titre Bulletin spécial.

## Synopsis
La série raconte les aventures de la rédaction d'informations d'une petite station de télévision (CTLS Channel 10), à Toronto.
Quelques critiques ont fait le rapprochement avec une série américaine similaire WIOU[réf. souhaitée].

## Distribution
- Sara Botsford (VQ : Claudine Chatel) : Ann Hildebrandt (productrice exécutive du JT)
- Mark Humphrey (en) (VQ : Gilbert Lachance) : Jake Antonelli (cameraman)
- Art Hindle (en) (VQ : Mario Desmarais) : Mike Fennell (directeur de l'information)
- Jonathan Welsh (en) (VQ : Carl Béchard) : Eric MacFarlane (producteur du JT)
- Karl Pruner (en) (VQ : Marc Bellier) : Dan Watson (reporter)
- James Millington : Seth Miller (présentateur du JT)
- George R. Robertson : Kyle Copeland (directeur de la chaîne)
- Sherry Miller : Jane Oliver (présentatrice météo)
- Theresa Tova (en) : Marge Atherton (chef monteuse)
- Neil Dainard (VQ : Hubert Gagnon) : J.C. Callahan (rédacteur en chef) (88 épisodes)
- Mary Beth Rubens (VQ : Élise Bertrand) : Bobbi Katz (camerawoman) (70 épisodes)
- Cynthia Belliveau (en) (VQ : Marie-Andrée Corneille) : Terri Morgan (reporter) (69 épisodes)
- David Cubitt : Bruce Foreman (remplaçant de JC Callahan) (18 épisodes)
- Eugene Clark : John Elman (journaliste sportif) (18 épisodes)
- Andrea Roth : Tessa Vargas (photographe d’une agence de communication) (18 épisodes)
- Lisa LaCroix (en) : Kelly Longstreet (journaliste) (17 épisodes)
- Clark Johnson : Clarke Roberts (journaliste) (14 épisodes)
- Rachael Crawford : Janice Roberts (assistante à la rédaction) (13 épisodes)
- Maria del Mar (VQ : Johanne Tremblay) : Martha Antonelli (9 épisodes)
- Marc Gomes : Tyrone Berryman (présentateur du 18 h) (8 épisodes)
- Kimberly Huie (en) : Kim (camerawoman) (7 épisodes)
- Barbara Harris : Barbara Coles (journaliste) (2 épisodes)

 Source et légende : version québécoise (VQ) sur Doublage.qc.ca